# Akka Films
La société de production cinématographique Akka Films a été créée en 2002 par Nicolas Wadimoff. Akka Films produit principalement des films documentaires et des films de fiction touchant aux enjeux de société actuels.

## Filmographie sélective
- 2025 : Intraçables de Louis Farge et Luc Walpoth
- 2012 : Capitaine Thomas Sankara (prix du public au Festival Black Movie de Genève 2013), en coproduction avec Laïka Films
- 2010 : Aisheen (chroniques de Gaza), (prix du jury œcuménique à la Berlinale 2010)
- 2009 : Fix ME, de Raed Andoni
- 2009 : Les secrets, de Raja Amari
- 2007 : Israël - Palestine (de la guerre à la paix), de Nicolas Wadimoff et Clotilde Warin (52 min)
- 2007 : 5 Minutes from Home, de Nahed Awwad (52 min)
- 2006 : Palestine, Summer 2006
- 2005 : L'Accord, de Nicolas Wadimoff et Béatrice Guelpa (83 min)
- 2005 : Dernier printemps à Abu Dis